# Chùa Kim Huê
Chùa Kim Huê (tục gọi là chùa Bông) là một ngôi Tổ đình tọa lạc tại số 73 Cái Sơn, Phường 1, Thành phố Sa Đéc, Đồng Tháp. Chùa nằm cạnh rạch Cái Sơn thơ mộng với những rặng liễu buông mành bên làn gió nhè nhẹ của xứ miệt vườn.

## Lịch sử Tổ đình
Chùa Kim Huê, được xây dựng từ năm 1806, còn được biết đến dưới một tên khác là chùa Hội Khánh, theo chư Tăng trong chùa cho biết, danh xưng Hội Khánh Tự không biết xuất hiện từ lúc nào, chỉ biết rằng trên đà ngang của ngôi chùa cũ có khắc ba chữ ấy. Người ở đây quen gọi là chùa Bông, bởi lẽ lúc xưa trước chùa trồng rất nhiều hoa, do vậy chùa có tên là Kim Hoa Tự mà được đọc trại thành chùa Kim Huê.
Từ những năm 1920-1945, nơi ngôi bảo tự này từng là trung tâm đào tạo gia giáo cho chư Tăng khắp lục tỉnh miền Tây, góp phần tài bồi ra nhiều bậc danh Tăng, tích cực đóng góp cho phòng trào chấn hưng Phật giáo thời bấy giờ như: Hòa thượng Hành Trụ, Thiện Tường, Thới An, Huệ Hưng, Từ Nhơn…

## Chư vị Trụ trì tiền bối
Từ lúc thành lập cho đến nay, chùa đã trải qua chín đời trụ trì
1.     Hòa thượng Thích Từ Lâm (1806-1831)
2.     Hòa thượng Thích Phổ Tường (1831-1855)
3.     Hòa thượng Thích Pháp Huệ (1855-1886)
4.     Hòa thượng Tổ Đức Nhuận (1886-1908)
5.     Hòa thượng Tổ Chánh Tín (1908-1920) 
6.     Hòa thượng Tổ Kim Huê-Thích Chánh Quả (1920-1945)
7.     Hòa thượng Thích Huệ Hòa (1945-1956)
8.     Hòa thượng Thích Huệ Hưng (1956-1959)
9.     Hòa thượng Thích Huệ Phát (1959-1990)
Hiện nay viện chủ Tổ đình là Trưởng lão  Hòa thượng Thích Thiện An, Thành viên Hội đồng Chứng minh TW Giáo hội Phật giáo Việt Nam, Chứng minh Ban Trị sự GHPGVN tỉnh Đồng Tháp. Trụ trì phụ trách Tổ đình là Thượng tọa Thích Thiện Lâm, Phó Ban Trị sự GHPGVN Thành phố Sa Đéc.

## Trường Trung học  Bồ Đề Sa Đéc
Trường Trung học tư thục Bồ Đề Sa Đéc hay trường Trung học Bồ Đề được thành lập năm 1968 tại khu đất sau chùa. Hòa thượng Thích Trí Thủ là người đặt viên đá đầu tiên xây dựng hệ thống các trường Trung học tư thục Bồ Đề tại miền Trung và miền Nam Việt Nam dưới cương vị ủy viên ban hoằng pháp của Hội Việt Nam Phật học (có tài liệu ghi Hội Tăng Già Trung Việt) vào năm 1952.
Tại các trường Bồ Đề, một giờ Phật pháp hàng tuần được thiết lập trong chương trình giáo dục, ở cấp tiểu học cũng như ở cấp trung học, trường Bồ Đề trở nên một môi trường mới cho sự hoằng pháp và giáo dục thiếu nhi trên tinh thần đạo Phật. 
Tuy có dạy một số giờ giáo lý Phật giáo nhưng chương trình học trong các trường Bồ đề vẫn theo chương trình mà Bộ Quốc gia Giáo dục Việt Nam Cộng hòa đã đề ra, giống như trong các cơ sở giáo dục công lập và tư thục khác.
Sau sự kiện 1975 thì trường giải thể và nhà chùa đã hiến ngôi trường cho Chính phủ Việt Nam và nay là Trung tâm giáo dục thường xuyên thành phố Sa Đéc.